# أفيودروم

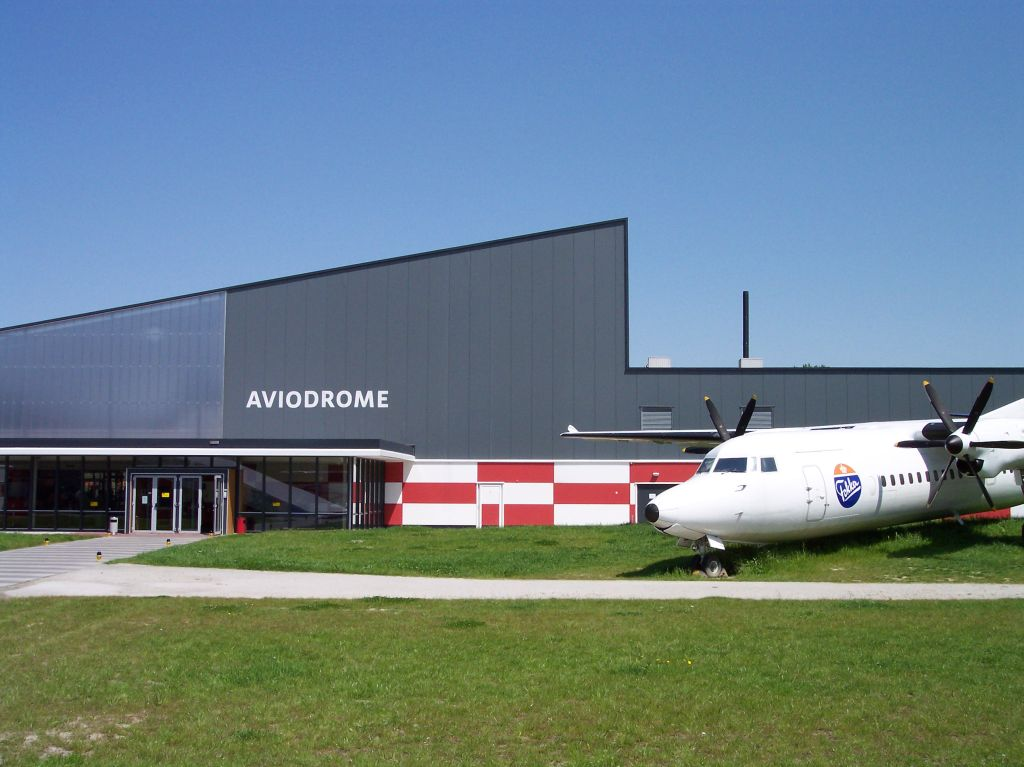
نموذج فوكر 50 PH-OSI أمام المبنى الأساسي للمتحف

أفيودروم متحف تم تكريسه لتاريخ الطيران المدني، يقع في ليليستاد في هولندا. يمتد المتحف على مساحة مطار ليليستاد، وبه مجموعة كبيرة تضم مختلف أنواع الطائرات. بني عام 2003 انطلاقاً من مجموعات طائرات المتحف القديم «أفيدوم» (بدون حرف الراء) الذي كان يقع في مطار أمستردام.